# Sakaki Kuroda
Sakaki Kuroda (jap. 黒娜さかき, Kuroda Sakaki; * 25. März) ist eine japanische Manga-Zeichnerin. In ihren Werken behandelt sie meist das Leben homosexueller Männer.
Kuroda arbeitet unter anderem für die Magazine Edge, Opera (erscheinen beide beim Akane-Shinsha-Verlag) und Marble (Tōkyō Mangasha), die sich auf die Veröffentlichung von Boys-Love-Mangas spezialisiert haben. Gleich wie eine andere Mitarbeiterin des Opera-Magazins, Natsume Ono, zeichnet die Autorin auch für das alternative Manga-Magazin Ikki. Im Ikki erscheint seit der April-Ausgabe 2007 ihre Serie Seishun♂Sobatto (青春♂ソバット), die bisher zwei Bände umfasst.
Neben Seishun♂Sobatto sind drei Bücher der Zeichnerin erschienen; die beiden Boys-Love-Bände Tora no Hatsukoi (トラの初恋, 2004 bei Shobunkan) und Koi no Kuchibi (恋の口火, 2006 bei Akane Shinsha) sowie der Katzen-Manga Neko Mocchiri (猫もっちり). Koi no Kuchibi wurde unter dem Titel La scintilla dell'amore auch bei Kappa Edizioni in Italien verlegt.